# Oliver története (film)
Az Oliver története (Oliver's Story) 1978-as amerikai romantikus filmdráma, mely Erich Segal azonos című  regénye alapján készült.  A film a Love Story folytatása, John Korty rendezésében, zenéjét Francis Lai szerezte. A főszerepben ismét feltűnik Ryan O’Neal, ezúttal Candice Bergennel az oldalán. Csakúgy, mint a Love Story-t, az Oliver történetét is a Paramount Pictures forgalmazta. 
Bemutatója 1978. december 15-én volt az Egyesült Államokban.
Ez a film promóciós szlogenje a következő volt: "Találni valaki nagyon különlegeset, ahhoz, hogy segítsen elfelejteni valakit aki nagyon különleges."

## Cselekmény
A Love Story története Oliver és Jenny tragikus szerelmével foglalkozott, az Olivér története pedig annak folytatása, cselekménye 18 hónappal a Love Story-ét követően játszódnak. A lány halála után Oliver mérhetetlen gyászba borul, hiába rajongják körbe a sikeres ügyvédet a nők, az ő gondolatai csak Jenny körül járnak. Egy nap találkozik egy lánnyal, Marcie Bonwittal aki a Bonwit Teller áruházlánc örököse, és aki kedves lényével újra fellobbantja a férfiban a szerelem lángjait. Kapcsolatuk bár boldog, igen rövid életűnek bizonyul, ennek egyik oka, hogy Oliver képtelen elengedni Jenny emlékét. A film végére, bár Oliver újra magányos, megbékél a múlttal és rendeződik viszonya apjával is, így készen áll rá, hogy egy új és teljes életet éljen.

## A film előkészületei, a forgatás háttere
Ryan O’Nealnek elsőre 3 millió dollárt ajánlottak, hogy vállalja el a film főszerepét, de elsőre ő ezt visszautasította, miután nem volt elégedett a forgatókönyvvel, valamint maga a történet sem tetszett neki. Végül Erich Segal meggyőzte a folytatásról és az is közrejátszott döntésében, hogy John Korty átírta a forgatókönyvet. O’Neal később úgy nyilatkozott, hogy a fizetése is kevesebb lett, szerződésében valamivel több, mint 1 millió dolláros bér és a bevétel egy bizonyos százaléka szerepelt.
O’Neal szerint Candice Bergen először szintén nem akarta elvállalni a szerepet, erről csak később tudták meggyőzni a színésznőt. John Marley, aki a Love Story-ban Jenny édesapját, Philt alakította, szintén nem vállalta a filmet, őt Edward Binns helyettesítette.

### Helyszínek
Számos jelenetet forgattak Massachusettsben és Rhode Islandon. Eredeti helyszínként forgattak a Stanley Woolen Mill szövőgyárban, míg az Oliver ügyvédi irodájában játszódó jelenetek is a Davis Polk & Wardwell nemzetközi ügyvédi iroda épületében lettek felvéve és forgattak a Bonwit Teller áruház épületében is.

## Kritika
Az Oliver történetét nem fogadta jól sem a szakma sem pedig a közönség, előbbi egy gyenge könyvadaptációnak tartotta. A film jelenleg 20%-os értékelésen áll a Rotten Tomatoes angol weboldal listáján, 4,1 / 10 pontszámmal. Ryan O’Neal később azt is elárulta, hogy a Nicola Pagettel játszott film végi jelenetüket ki kellett vágniuk a végsleges változatból.

## A filmben szereplő dalok
- A film betétdalait, melyek közt újra felhangzik a (Where Do I Begin?) Love Story, az ABC Record 1978 decemberében kiadta külön két oldalas lemezen is[5]

1. oldal:
- "Prologue" – Francis Lai (1:58)
- "Theme from Love Story" – Francis Lai (2:06)
- "Love Theme from Oliver's Story (Oliver's Theme)" – Francis Lai (2:12)
- "Night Drive to Cambridge" – Lee Holdridge (4:35)
- "Oliver's Childhood Room" – Lee Holdridge (1:25)
- "Love at the Red Apple (Oliver's Theme)" – Francis Lai (3:51)

2. oldal:
- "Love Theme From Oliver's Story (Oliver's Theme)" – Francis Lai (3:02)
- "Hong Kong Park" – Lee Holdridge (0:53)
- "Tentative Feelings (Oliver's Theme)" – Francis Lai, Lee Holdridge (1:59)
- "Tennis, Jogging, and Singles Bars (Oliver's Theme)" – Francis Lai, Lee Holdridge (2:14)
- "Montage of Moments" – Francis Lai, Lee Holdridge (5:40)

## Szereplők
| Színész        | Szerep             | Magyar hang        |
| -------------- | ------------------ | ------------------ |
| Candice Bergen | Marcie Bonwit      | Kútvölgyi Erzsébet |
| Ryan O’Neal    | Oliver Barrett     | Kaszás Attila      |
| Edward Binns   | Phil Cavilleri     | Kézdy György       |
| Nicola Pagett  | Joanna Stone       | Kökényessy Ági     |
| Ray Milland    | id. Oliver Barrett | Kaló Flórián       |